# Parola tronca
In fonologia, una parola tronca o ossitona è una parola con accento tonico sull'ultima sillaba, come vir-tù, li-ber-tà ecc.
Nella lingua italiana le parole tronche sono segnate da accento grafico sull'ultima vocale. Le coniugazioni dei verbi del passato remoto e futuro semplice nella terza persona, in genere, sono tronche. Es: a-vrà, po-té, ca-pì, por-tò.